# Puig de Queralbs
El Puig de Queralbs és una muntanya de 617 metres que es troba al municipi de la Selva de Mar, a la comarca catalana de l'Alt Empordà.